# Fédération iranienne des échecs
La Fédération iranienne des échecs est une fédération sportive chargée de s'occuper du jeu d'échecs en Iran. Toutes les activités liées aux échecs sur le territoire iranien, ainsi que l'organisation et la tenue des compétitions, sont sous sa responsabilité. Le siège de la Fédération iranienne des échecs est situé sur le boulevard Keshavarz, rue Hijab, à Téhéran.

## Histoire de la fédération
La fédération iranienne des échecs a d'abord été créée sous la monarchie chahiste en 1950, puis dissoute à la révolution, les échecs ayant été bannis à ce moment-là. Toutefois, la pratique du jeu est autorisée de nouveau en 1988 et la fédération renait de ses cendres.

### Une première fédération à l'époque du Chah
La fédération créée va mettre en place le premier championnat d'Iran d'échecs, envoyer une participer aux olympiades d'échecs et obtenir des premiers succès 

#### Création du championnat d'Iran d'échecs
En 1950, l'Association d'éducation physique annonce officiellement la création de la Fédération iranienne des échecs. Son premier président est Hossein Farzaneh. En 1952, elle devient membre de la Fédération internationale des échecs (FIDE). Abdolhossein Navabi permet un essor des échecs iraniens pendant sa présidence de la fédération, de 1968 à 1978. Il organise notamment de nombreux nouveaux tournois d'échecs. 
En 1956 se déroule le premier championnat  officiel de Téhéran sous la supervision de la Fédération des échecs, dont Jamaloddin Assar est devenu président. Abbas Lotfi remporte la compétition. La même année se déroule le premier championnat d'Iran, sous les auspices de la fédération. C'est Youssef Safvat qui l'emporte. Deux ans plus tard, en 1958, l'équipe nationale iranienne d'échecs participe à une Olympiade d'échecs pour la première fois. L'événement avait lieu à Moscou, haut lieu des échecs mondiaux. 

#### Premières olympiades
Le premier champion d'Iran d'échecs rapides était le maître Hassan Navai. Il restera champion incontesté de ce domaine pendant de nombreuses années. C'est lui aussi qui est responsable de l'équipe nationale iranienne lors de l'Olympiade d'échecs de 1962 qui s'est tenue à Varna, en Bulgarie. L'équipe iranienne se retrouve dans le groupe 4 avec notamment la Hongrie, l'Angleterre, Cuba, et l'Autriche. Dans le bas du classement, elle parvient à faire un match nul face à Cuba, à qui elle fait perdre des chances de qualification en phase finale. L'Iran sera 9e du groupe devant seulement l'Irlande, et 29e sur 37 participants, juste devant la France.

#### Premiers succès
En 1975, Khosrow Harandi remporte le titre régional de champion d'échecs des pays d'Asie de l'ouest et il obtient par la même occasion le titre de maître international. Il est alors le premier Iranien à obtenir ce titre.
En 1979, l'Iran comptait 3 maîtres internationaux et aucun grand maître.

### Une nouvelle fédération sous l'ère de la République islamique

#### Interdiction du jeu à l'arrivée de la république islamique
En 1979 éclate une révolution contre le chah d'Iran. Deux ans plus tard, une république islamique s'installe, et les échecs sont bannis. La fédération des échecs est dissoute. Les échecs sont déclarés comme une forme de jeu "haram" (interdits) et tout ce qui est lié aux échecs, comme les échiquiers, les livres et les tournois, est désormais interdit. Beaucoup de joueurs prometteurs sont arrêtés dans leur élan et voient leur potentielle carrière brisée. 
Les autorités vont changer d'avis en 1988.

#### Renaissance de la fédération
L'ayatollah Khomeini autorise le jeu d'échecs dans une fatwa en 1988. La fédération est recrée en 1990. Elle rejoint de nouveau la FIDE en 1990 grâce à la relation positive entre Abdolhossein Navabi et Florencio Campomanes, alors président de l'institution internationale.
Amir Bagheri est le premier Iranien à recevoir le titre de maître international sous la nouvelle fédération. Une nouvelle étape est franchie en 2003 lorsqu'Ehsan Ghaem Maghami obtient le premier titre de grand maître international de l'histoire des fédérations iraniennes.  
L'Iran remporte à plusieurs reprises des médailles et des succès de plus en plus nombreux dans les différentes catégories d'âge (adolescents, jeunes et adultes) aux championnats d'Asie et du Monde ainsi qu'à plus faible niveau, aux Jeux asiatiques, dans les sections individuelles et par équipe

## Dirigeants
Les différents présidents de la fédération sont :
- Seyed Morteza Emami Kashani, premier président de la Fédération d'échecs depuis sa restauration.
- Abbas Ariazand, pendant 6 mois
- Mohammad Jafar Kambozia, de 1996 (1374 du calendrier iranien) à 2003 (1382 du calendrier iranien). Il démissionne à cette date.
- Mohammad Ibrahim Madahi, de mars 2004 jusqu'en 2010
- Mohammad Jafar Kambozia, de nouveau. En 2016 (1314 du calendrier persan), il démissionne de ce poste.
- Mehrdad Pahlavanzadeh est élu président de la fédération d'échecs en 2016 et pour quatre ans.